# 新作のハーモニカ
新作のハーモニカ（しんさくのハーモニカ）は、日本のお笑いコンビ。かつてはワタナベエンターテインメントに所属していた。

## メンバー
藤田 隼人（ふじた はやと、1996年7月26日（28歳） - )
ボケ担当。立ち位置は向かって右。
本名：上平 隼人（かみたい はやと）
身長178cm。
愛知県名古屋市北区出身。
特技はヒューマンビートボックス、バスケットボール（計10年間やっていた）。水泳もしていた経験がある。
高校生の時にしばらく友人が出来なかったことから、一人でビートボックスを練習していたらこれが特技になったという。2022年には、2018年ビートボックスアジアチャンピオンのタッグチーム「Rofu」と相方とともにビートボックスゲームをしている。
新海誠のアニメーション映画を好む。好きな飲食物は練り物、日本酒。
漫画家のハロルド作石の甥に当たる。
ワタナベコメディスクール時代の一時期、金髪にしていたことがあったが、先輩21期生との対決ライブで対戦相手に敗れたことから髪の色を黒に戻している。
溝上には、ラップをネタに取り入れるように勧めている。
溝上 たんぼ（みぞかみ たんぼ、1996年10月26日（28歳） - ）
ツッコミ担当。立ち位置は向かって左。
本名：溝上 裕平（みぞかみ ゆうへい）
身長181cm。
佐賀県神埼郡吉野ヶ里町出身。佐賀県立三養基高等学校卒業。
｢たんぼ」の芸名の名付け親は相方の藤田。
中学3年生の時に、小学生時代からの同級生とお笑いコンビ「season」を結成。当時はボケ担当だった。seasonは2014年の「笑顔甲子園」（愛媛県新居浜市主催）で優勝、同年のハイスクールマンザイでは九州・沖縄地区代表に選ばれ決勝進出。これらの実績から、地元・佐賀では有名な存在だったという。
seasonを組んでいた友人の同級生は、よりレベルの高い高校に行けたはずが、わざわざ溝上と同じ高校に入学してきたためにコンビの活動を続けることが出来た。しかし結局、その友人は大学に入学したためにseasonはコンビ解消となった。その友人は溝上らを陰で支えたいとして大学卒業後ワタナベエンターテインメントにマネージャーとして入社、溝上と事務所で再会を果たした。
ワタナベコメディスクールには特待生として入学した。
特技はフリースタイルラップ、卓球（スマッシュで、球を台の角に置いたミカンに当てる・スリッパで卓球・世界卓球ものまね）。コンビニのメロンパンのメーカー当て（目を瞑って当てる）、顔が似ている有名人探し、地元・佐賀県の魅力や「ブスあるある」を語ること。テニス、水泳もしていた経験がある。
趣味は、目的地を決めずにナビゲーションも使わないで行く自転車の旅。
欅坂46のファン。ロックフェスとコンビニの新作スイーツを好む。
好きな漫画はDEATH NOTE、ROOKIES、バクマン。、史上最強の弟子ケンイチ、ReLIFE。
ワタナベコメディスクール時代、先輩21期生との対決ライブで対戦相手に敗れたのをきっかけに、負けた悔しさを噛みしめて気持ちを改めるために頭を丸めた。以後現在も短髪で通している。

## 来歴
二人はワタナベコメディスクール22期生（2015年4月入学、2016年3月卒業）として、同じクラスで出会う。同い年ということで親近感を持ち、趣味も合うことから、最初は藤田から誘ったが、その時は藤田のお笑いセンスがいまいちだと思った溝上は何度も断ったことがあり、ある日、コメディスクールで藤田がヒューマンビートボックスの特技を披露したところ、逆に溝上から「お前は金になるから、組もう」と言われて結成した。
コンビ名は、ヒューマンビートボックスなのでハーモニカの音が出来ないということと、女性がよく「新作」という言葉をネットで検索するからということで名付けた。
2024年1月からフリーで活動することを発表した。
2024年6月30日をもって解散することを発表した。

## 芸風
藤田の特技である、自分の口と声でレコードのスクラッチ音、ベース音、リズムマシンの音などを出すヒューマンビートボックスと、溝上の特技であるラップを組み合わせた、現代型の音曲漫才といえるような漫才を行う。溝上のネタ振りに対して藤田が、輝いていそうなシーンでしょぼい音などイメージと違った音を発するというものや、溝上がノリツッコミ的にラップをしてしまいその内容に対して藤田がツッコみ返すというものがある。
溝上曰く「新しい漫才をしたい」ということでこれを始めた。結成したばかりの頃は、ネタは溝上が作っていたことがあったが、その後は藤田が作っている。衣装は、溝上がオーバーオールの場合が多い（二人ともオーバーオールで出演したこともある）。ネタの締めでは溝上が自分の胸を叩いて「もういいよ」と言うことがある。
そのことをジ・エンドザ・ハンドという。名付け親は藤田である。
藤田はネタ作成だけでなく、衣装選びも担当している。

## 出演

### テレビ
- ネクストブレイク「変ラボ」（日本テレビ） - 2015年7月21日（溝上のみ）
- じわじわチャップリン（テレビ東京）- 2016年5月28日、2016年6月4日、2016年6月18日
- どっち!?センス（CBCテレビ） - 2016年6月29日
- くりぃむナンチャラ（テレビ朝日）-2016年8月16日
- ZIP!（日本テレビ）- 「ワラガチャ」コーナー 2016年11月7日、2016年12月13日、2017年1月12日、2017年3月1日
- 有田ジェネレーション（TBS）- 2016年9月27日、2017年5月11日
- FNSドキュメンタリー大賞「お笑い芸人になります。〜19歳の上京日記〜」（サガテレビ制作、フジテレビでは2016年12月10日放送）
- 前略、西東さん（中京テレビ）- 2017年2月25日
- にちようチャップリン（テレビ東京）- 2017年6月11日、2017年7月9日、2017年7月16日、2018年7月15日
- 勇者ああああ（テレビ東京）- 2017年5月12日
- 深夜に発見! 新shock感〜一度おためしください〜（テレビ東京）- 2017年7月2日
- 東京オーディション(仮)（TOKYO MX）- 2017年9月25日深夜初出演
- スッキリ!!（日本テレビ）- （夏休み特別企画エンタメまるごとクイズッス芸人祭）- 2017年8月11日
- わらたまドッカ〜ン（NHK Eテレ）- 2017年12月11日、2019年3月4日
- ビートたけしの映画小説大ヒットなのに日本はなぜ勲章をくれないのかTV（TBS） - 2017年12月27日
- 有田P おもてなす（NHK総合）- 2018年5月12日、2020年5月23日
- ネタパレ（フジテレビ）- 2018年9月21日、2019年10月4日、11月22日
- ウチのガヤがすみません!（日本テレビ） - 2019年1月8日、10月15日、11月5日、12月17日、12月21日、2020年2月18日、3月3日、3月10日
- おはスタ（テレビ東京）- 2019年1月29日・2月1日・2月12日・2月18日・3月15日・4月8日・4月15日・4月29日・5月6日・6月12日・10月23日・11月6日
- 全力!脱力タイムズ（フジテレビ） - 2019年3月1日
- オスカル!はなきんリサーチ（テレビ朝日）- 2019年4月20日
- 歌ネタ王決定戦2019（関西・MBS）- 2019年9月18日
- エンタの神様（日本テレビ）- 2019年12月21日
- ウチのガヤがすみません!（日本テレビ）- 2019年12月21日、2020年4月1日
- ヒルナンデス!（日本テレビ）- 2020年1月13日
- ネタサンド（テレビ朝日）- 2020年1月23日
- + music（関西・MBS）- 2020年3月16日

### ラジオ
- サンドウィッチマンの天使のつくり笑い（NHKラジオ第1放送）- 2016年9月27日[20]
- マイナビ Laughter Night（TBSラジオ） - 2017年1月21日[21]・6月9日[22]・9月29日[23]、2018年7月20日[24]、2019年6月28日[25]、2022年6月10日[26]

## ライブ・舞台
- 事務所ライブ「WEL」「WEL NEXT」（東京・表参道GROUND[27]）
- 単独トークライブ「新作のトーク（初）」（2019年11月4日、下北沢シアターミネルヴァ[28]）
- トークライブ「≪ミネルヴァの部屋@新作のハーモニカ≫」（2020年11月26日、下北沢シアターミネルヴァ[29]）
- 新作のハーモニカ第1回単独ライブ「新作の単独」（2022年9月4日、西新宿ナルゲキ[30]）
- Output LAUGH PROJECT VOL.3 新作のハーモニカ×ありんくりん×メガネロック大屋 スリーマンライブ（2023年1月16日、沖縄・Output[31][32]）
- 「ロビンソンズのふわふわもふもふvol.3」新宿バッシュ!!（2023年4月27日、ロビンソンズライブ・ゲスト[33][34]）

## 配信リリース
- No.1（2022年3月16日）[35]
- 飲み会コール（2022年4月1日）